# Сумматор и первые процессоры
== Сумматор ==
Сумматор (от лат. summa — «сумма») — электронная схема для сложения двоичных чисел. Название происходит от латинского слова, означающего «суммировать».

### Типы сумматоров

#### 1. Неполный сумматор (полусумматор)
Простейший тип сумматора, способный складывать два одноразрядных двоичных числа без переноса в старший разряд.

#### 2. Полный сумматор
Усовершенствованная версия, учитывающая перенос из предыдущего разряда.

## Принцип действия транзисторов в сумматоре
- Входные биты (0 или 1) подаются на транзисторы
- Транзистор работает как электронный ключ:
  - При бите = 1 — пропускает ток
  - При бите = 0 — блокирует ток
- Пример: 
  - Бит A=1 → транзистор открыт
  - Бит B=0 → транзистор закрыт

## Работа неполного сумматора
1. На вход подаются два бита (A и B)
2. Транзисторы проверяют наличие тока
3. Результат:
  - 0+0 → 0
  - 0+1 → 1
  - 1+0 → 1
  - 1+1 → 0 (ошибка, нет переноса)

### Ограничения
- Не обрабатывает перенос
- Даёт ошибку при 1+1
- Подходит только для одноразрядных операций

## Полный сумматор

### Преимущества
- Учитывает входной перенос (Cin)
- Корректно обрабатывает 1+1
- Позволяет строить многоразрядные схемы

### Отличия от неполного
| Характеристика | Неполный | Полный      |
| -------------- | -------- | ----------- |
| Перенос        | Нет      | Да          |
| Число входов   | 2        | 3 (A,B,Cin) |
| Сложность      | Проще    | Сложнее     |

### Принцип действия
1. Складывает три бита: A, B и Cin
2. Вычисляет сумму (S) и перенос (Cout)
3. Логика:
  - S = A ⊕ B ⊕ Cin
  - Cout = (A ∧ B) ∨ (Cin ∧ (A ⊕ B))

## Историческая справка
Первый коммерческий микропроцессор Intel 4004 (1971 г.) содержал простейшие сумматоры. Разработан командой:
- Федерико Фаггин (физик)
- Тед Хофф (инженер)
- Стэнли Мазор (архитектор)

### Применение в старых процессорах
- Только базовые арифметические операции
- Ограниченная разрядность (4-8 бит)
- Низкая скорость (тысячи операций/сек)

### Современное применение
- Многоядерные вычисления
- 64-разрядные операции
- Параллельная обработка
- GPU-ускорение
- Криптография